# Patinação artística nos Jogos Olímpicos de Inverno de 1988 - Individual feminino
A competição individual feminina da patinação artística nos Jogos Olímpicos de Inverno de 1988 foi disputado entre 31 patinadoras.

## Medalhistas
| Ouro   | GDR Katarina Witt    |
| Prata  | CAN Elizabeth Manley |
| Bronze | USA Debi Thomas      |

## Resultados
| #                                   | Nome                | País                   | CF | PC | PL | TFP  |
| ----------------------------------- | ------------------- | ---------------------- | -- | -- | -- | ---- |
| Medalha de ouro                     | Katarina Witt       | GDR Alemanha Oriental  | 3  | 1  | 2  | 4.2  |
| Medalha de prata                    | Elizabeth Manley    | CAN Canadá             | 4  | 3  | 1  | 4.6  |
| Medalha de bronze                   | Debi Thomas         | USA Estados Unidos     | 2  | 2  | 4  | 6.0  |
| 4                                   | Jill Trenary        | USA Estados Unidos     | 5  | 6  | 5  | 10.4 |
| 5                                   | Midori Ito          | JPN Japão              | 10 | 4  | 3  | 10.6 |
| 6                                   | Claudia Leistner    | FRG Alemanha Ocidental | 6  | 9  | 6  | 13.2 |
| 7                                   | Kira Ivanova        | URS União Soviética    | 1  | 10 | 9  | 13.6 |
| 8                                   | Anna Kondrashova    | URS União Soviética    | 9  | 7  | 7  | 15.2 |
| 9                                   | Simone Koch         | GDR Alemanha Oriental  | 14 | 8  | 8  | 19.6 |
| 10                                  | Marina Kielmann     | FRG Alemanha Ocidental | 12 | 11 | 10 | 19.6 |
| 11                                  | Beatrice Gelmini    | ITA Itália             | 15 | 17 | 11 | 26.8 |
| 12                                  | Joanne Conway       | GBR Grã-Bretanha       | 8  | 18 | 16 | 28.0 |
| 13                                  | Charlene Wong       | CAN Canadá             | 18 | 14 | 13 | 29.4 |
| 14                                  | Junko Yaginuma      | JPN Japão              | 16 | 15 | 14 | 29.6 |
| 15                                  | Stephanie Schmid    | SUI Suíça              | 21 | 16 | 12 | 31.0 |
| 16                                  | Agnes Gosselin      | FRA França             | 12 | 21 | 18 | 34.2 |
| 17                                  | Katrien Pauwels     | BEL Bélgica            | 11 | 20 | 20 | 34.6 |
| 18                                  | Yvonne Gomez        | ESP Espanha            | 17 | 19 | 17 | 34.8 |
| 19                                  | Tamara Teglassy     | HUN Hungria            | 19 | 22 | 15 | 35.2 |
| 20                                  | Iveta Voralova      | TCH Checoslováquia     | 22 | 12 | 19 | 37.0 |
| 21                                  | Lotta Falkenback    | SWE Suécia             | 25 | 13 | 21 | 41.2 |
| 22                                  | Zeljka Cizmesija    | YUG Iugoslávia         | 20 | 25 | 22 | 44.0 |
| 23                                  | Gina Fulton         | GBR Grã-Bretanha       | 24 | 24 | 23 | 47.0 |
| Não avançaram para o programa livre |                     |                        |    |    |    |      |
| 24                                  | Tracy Brook         | AUS Austrália          | 26 | 23 |    |      |
| 25                                  | Yibing Jiang        | CHN China              | 23 | 28 |    |      |
| 26                                  | Sung-Jun Byun       | KOR Coreia do Sul      | 27 | 30 |    |      |
| 27                                  | Petia Gavazova      | BUL Bulgária           | 30 | 26 |    |      |
| 28                                  | Pauline Chen Lee    | TPE Taipé Chinês       | 29 | 29 |    |      |
| 29                                  | Diana Encinas-Evans | MEX México             | 28 | 31 |    |      |
| 30                                  | Song-Suk Kim        | PRK Coreia do Norte    | 31 | 27 |    |      |
| WD                                  | Caryn Kadavy        | USA Estados Unidos     | 7  | 5  |    |      |

Legenda
| Recorde mundial      | Recorde mundial (World record)               |                       | Recorde africano                      | Recorde africano (African) |                                           | Q | Classificado por posição (Qualified) |
| Recorde olímpico     | Recorde olímpico (Olympic record)            | Recorde da América    | Recorde da América (Americas)         | q                          | Classificado por melhor tempo (Qualified) |   |                                      |
| Melhor marca do ano  | Melhor marca do ano (World leading)          | Recorde asiático      | Recorde asiático (Asian)              | DNS                        | Não largou (Did not start)                |   |                                      |
| Recorde nacional     | Recorde nacional (National record)           | Recorde europeu       | Recorde europeu (European)            | DNF                        | Não terminou (Did not finish)             |   |                                      |
| Recorde pessoal      | Recorde pessoal do atleta (Personal best)    | Recorde da Oceania    | Recorde da Oceania (Oceania)          | DSQ / DQ                   | Desclassificado (Disqualified)            |   |                                      |
| Recorde da temporada | Recorde da temporada do atleta (Season best) | Recorde sul-americano | Recorde sul-americano (South America) | NM                         | Sem marca (No mark)                       |   |                                      |